# Abolboda
Abolboda é um género botânico pertencente à família Xyridaceae, apresenta flores hermafroditas, de ovário trilocular e de óvulos numerosos. As abolbodas são plantas herbáceas e vivazes, dos pântanos da América tropical.

## Espécies
- Abolboda abbreviata Malme
- Abolboda acaulis Maguire
- Abolboda acicularis Idrobo & L.B.Sm.
- Abolboda americana (Aubl.) Lanj.
- : Abolboda aubletii Kunth (sinônimo Abolboda americana)
- : Abolboda poeppigii Kunth (sinônimo Abolboda americana)
- : Abolboda imberbis Kunth (sinônimo Abolboda americana)
- : Abolboda inermis Link ex Steud. (sinônimo Abolboda americana)
- Abolboda bella Maguire
- Abolboda ciliata Maguire & Wurdack
- Abolboda dunstervillei Maguire ex Kral
- Abolboda ebracteata Maguire & Wurdack
- Abolboda egleri L.B.Sm. & Downs
- Abolboda excelsa Malme
- Abolboda glomerata Maguire
- Abolboda grandis Griseb.
- : Abolboda gleasoniana Steyerm. (sinônimo Abolboda grandis var. rigida)
- Abolboda killipii Lasser
- : Abolboda psammophila Maguire (sinônimo Abolboda killipii)
- Abolboda linearifolia Maguire
- Abolboda macrostachya Spruce ex Malme
- : Abolboda rigida (sinónimo Abolboda macrostachya var. robustior)
- Abolboda minima Maguire
- Abolboda neblinae Maguire
- Abolboda paniculata Maguire
- Abolboda pervaginata Maguire
- Abolboda poarchon Seub.
- : Abolboda chapadensis Hoehne (sinônimo Abolboda poarchon)
- Abolboda pulchella Humb. & Bonpl.
- : Abolboda brasiliensis Kunth (sinônimo Abolboda pulchella)
- : Abolboda gracilis Huber (sinônimo Abolboda pulchella)
- : Abolboda longifolia Malme (sinônimo Abolboda pulchella)
- : Abolboda vaginata Alb.Nillson (sinônimo Abolboda pulchella)
- Abolboda scabrida Kral
- Abolboda sprucei Malme
- : Abolboda schultesii Idrobo & L.B.Sm. (sinônimo Abolboda sprucei)
- Abolboda uniflora Maguire

Nomes excluidos
- Abolboda ptaritepuiana Steyerm. (sinônimo Orectanthe ptaritepuiana)
- Abolboda sceptrum Oliv. (sinônimo Orectanthe sceptrum)